# Rugby Americas North
O Rugby Americas North, abreviado como RAN, é o órgão que rege o rugby union na América do Norte e das Caraíbas. O Rugby Americas North opera sob a autoridade do World Rugby e é um dos seis divisões regionais representadas dentro dele.
O principal objetivo da RAN é a promoção e desenvolvimento do rugby na América do Norte e no Caribe. A associação revelou um plano de quatro anos durante a Reunião Geral Anual de 2011 para aumentar o rugby dentro de seus membros por meio de promoção, produção de média e competição.

## História
Originalmente formada em março de 2001, sob o nome de North America e West Indies Rugby Association (“NAWIRA”), a entidade teve o nome de NACRA até dezembro de 2015, quando mudou seu nome novamente, desta vez para Rugby Americas North, em consonância com a mudança de identidade do World Rugby e outras instituições continentais.
Sua associação é diversificada e consiste atualmente em: Bahamas, Barbados, Bermudas, Ilhas Virgens Britânicas, Canadá, Ilhas Caimão, Guiana, Jamaica, México, Santa Lúcia, São Vicente e Granadinas, Trinidad e Tobago e Estados Unidos. Em agosto de 2011, as Ilhas Turcas e Caicos e também Curaçao foram admitidos como membros associados da RAN. Em 2015 foi a vez da República Dominicana ser admitida como membro associado.

## Competições
A RAN supervisiona competições regionais, como as qualificações regionais para os Jogos Pan-Americanos e para as Copas do Mundo de Rugby, incluindo:
- Rugby Americas North Sevens;
- Rugby Americas North Sevens Feminino;
- Campeonato Norte-Americano de Rugby;

## Membros
No final de 2017, o Rugby Americas North tinha 13 membros afiliados e outros 3 associados:
| - Bahamas; - Barbados; - Bermudas; - Canadá; | - Dominicana; - Estados Unidos; - Guiana; - Guiana Francesa; | - Ilhas Caimão; - Ilhas Virgens Britânicas; - Jamaica; - Martinica; | - México; - Santa Lúcia; - São Vicente e Granadinas; - Trindade e Tobago. |

A RAN reconheceu o status de desenvolvimento regional de duas associações membro:
- Curaçao;
- Ilhas Turcas e Caicos.

Membros regionais (incluindo antigos afiliados) sem atual reconhecimento da RAN:
- Guadalupe;
- São Cristóvão e Nevis